# Carrozzeria Varesina
La Carrozzeria Varesina (carrosserie Varesina en italien) est une entreprise de design en carrosserie automobile italienne, créée à Varèse en 1845.

## Histoire
À cette époque, aucun véhicule, voitures autobus ou même camion, n'étaient vendu complet par les constructeurs automobiles, prêt à l'usage comme aujourd'hui. Tous les constructeurs réalisaient des châssis motorisés que chaque client devait ensuite faire habiller chez un carrossier de son choix. Chaque véhicule devenait ainsi assez onéreux du fait de son unicité mais, le client pouvait faire faire sur mesure la carrosserie et aménager l'intérieur selon son goût et ses besoins.
Durant les premières années de son activité, la Carrozzeria Varesina réalise des calèches et aménage des wagons pour des personnalités et chefs d'État. Assez vite, avec le développement du parc automobile au début des années 1900, l'entreprise se spécialise dans les carrosseries automobiles et des premiers autobus.
Avant de créer sa propre carrosserie, Ugo Zagato travaille plusieurs années chez Varesina.
Comme bon nombre d'entreprises, elle subit de lourds dégâts durant la Première Guerre mondiale. Avec beaucoup de difficultés, elle reprend lentement son activité et tous les constructeurs italiens de renom lui font carrosser des voitures de luxe comme Itala, Isotta Fraschini, Alfa Romeo, Fiat, OM et même étrangers. Dès le début des années 1920, l'entreprise se diversifie, délaisse les automobiles pour réaliser des carrosseries industrielles : camions aménagés, ambulances mais surtout autobus et autocars de luxe.
Très vite, la société qui avait déjà une sérieuse notoriété pour la qualité de ses réalisations, se taille une réputation de société innovante, voire futuriste dans le style des carrosseries. Il est très rare de voir deux véhicules identiques livrés à un même client, l'entreprise apportant toujours une touche pour différencier ses modèles.
Les désastres de la Seconde Guerre mondiale n'ont pas favorisé les déplacements en voiture individuelle mais plutôt en train ou en autocar. C'est pourquoi, le secteur de la carrosserie industrielle a connu un bel essor en Italie avec une multitude d'entreprises qui ont réalisé une immense variété de modèles de tous types.
Malgré une renommée grandement acquise avec la qualité de ses produits, à la fin des années 1960, la société cesse son activité.
Il n'est pas rare de trouver lors des expositions d'anciens trésors de la motorisation italienne des autobus signés Varesina, facilement reconnaissables à leur calandre au motifs chromés. Elle a construit plusieurs autocars GT de tourisme à impériale et autobus urbains aussi à impériale pour la ville de Rome. Parmi ses modèles les plus remarquables figurent le "Filobus" Alfa Romeo 110AF (trolleybus de 1939) et le Mille. Ils ont également fabriqué des carrosseries pour des prototypes de voitures pour des entreprises telles que Lancia et Zagato.
Une société actuelle portant le même nom et le même domaine d'expertise (créée en 1975) est implantée à Ospiate di Bollate.

## Principales réalisations signées Varesina
- Autobus Isotta Fraschini D80 pour ATM Milan,
- Automobile Lancia Trikappa Coupé de ville,
- Autobus OM Titano en 1938
- Autobus et trolleybus Alfa Romeo 110A
- Autobus Alfa Romeo MilleA
- Automobile de grand luxe Fiat 505
- Véhicule publicitaire Fiat 1500 CIS en 1951